# Гагер
Гагер (нем. Gager) — район общины (нем. ortsteil) Мёнхгут в Германии. Расположен в земле Мекленбург-Передняя Померания, район Передняя Померания-Рюген. Находится на юго-востоке острова Рюген.
До 1 января 2018 года была самостоятельной общиной. Затем была объединена с общинами Миддельхаген и Тиссов в общину Мёнхгут. Население составлло 404 человека (2012). Входила в состав района Рюген, позже упразднённого. Занимала площадь 8,69 км².
Помимо деревни Гагер в состав общины входило местечко Гросс-Циккер и южная часть так называемых Циккерских Альп (высотой до 66 м).

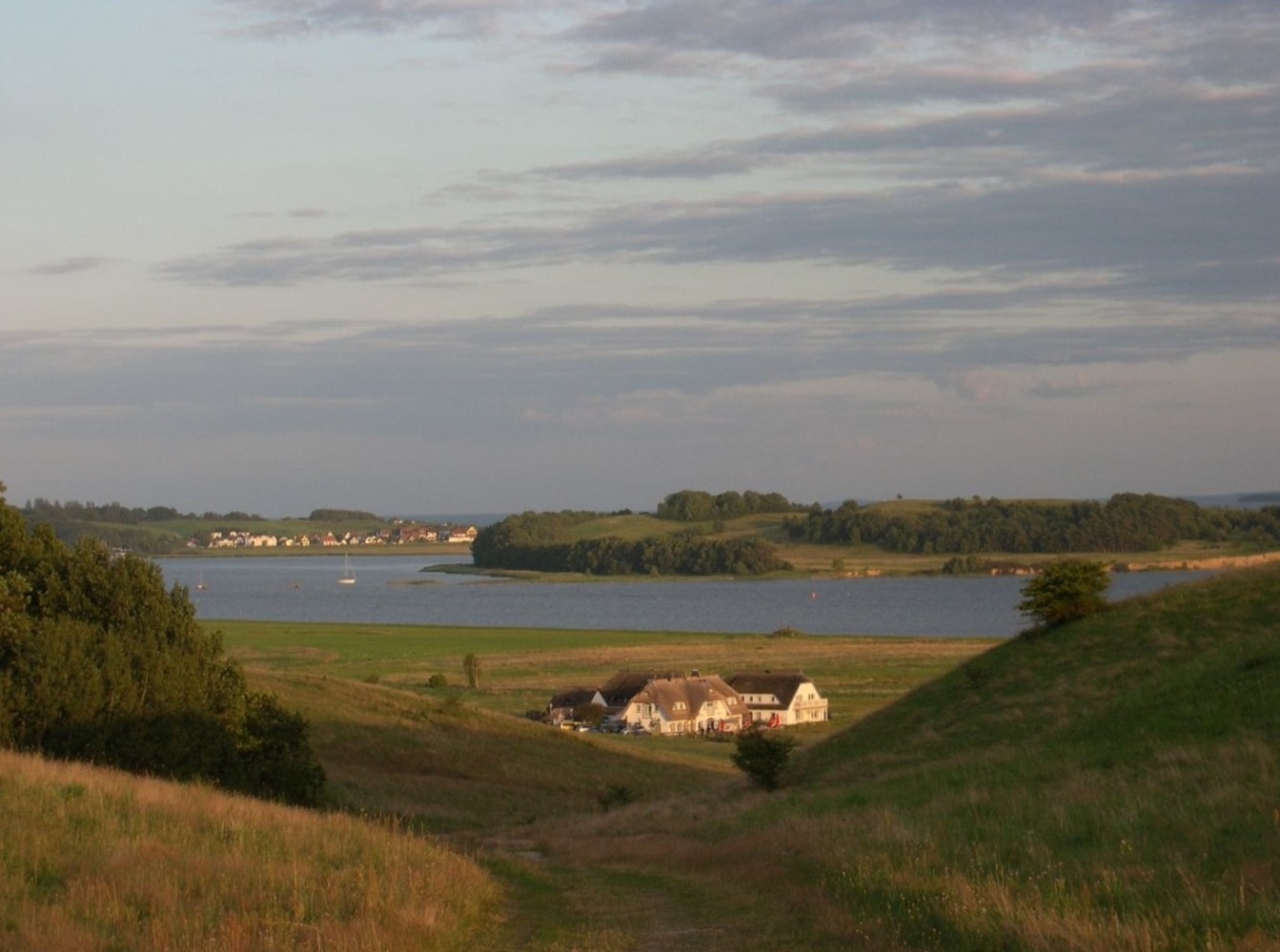
Пейзаж
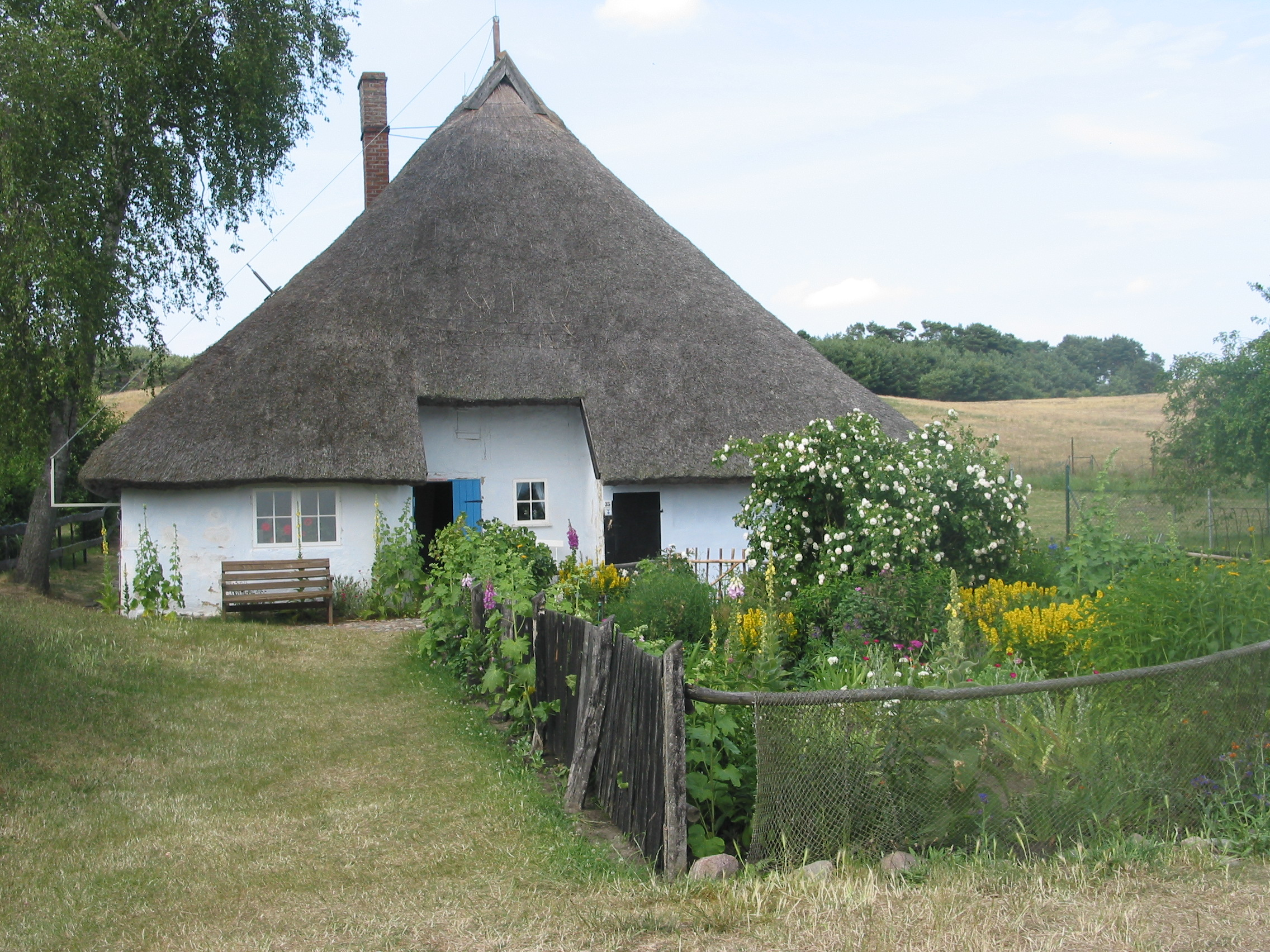
Дом вдовы священника в Гросс-Циккер
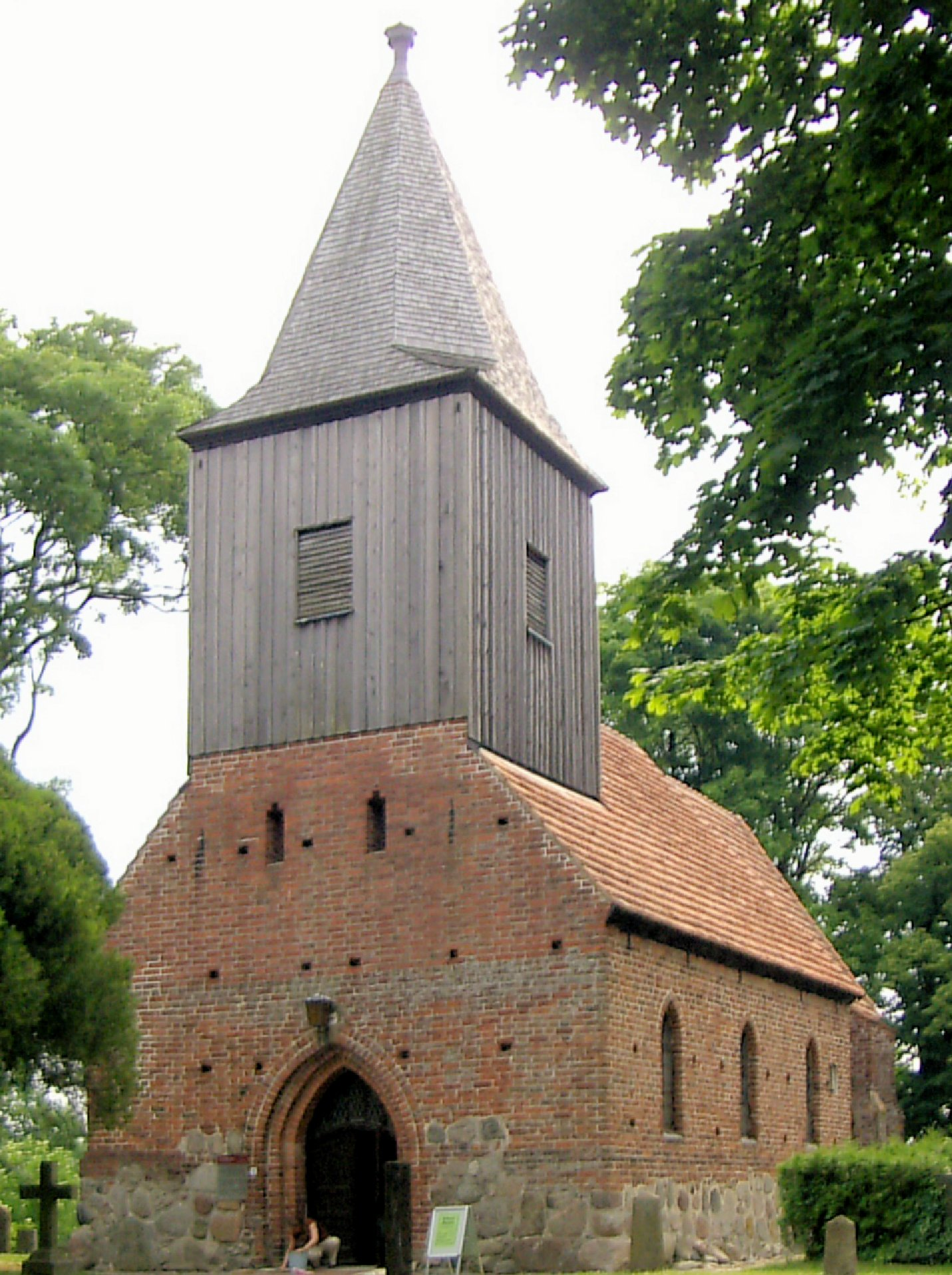
Церковь в Гросс-Циккер
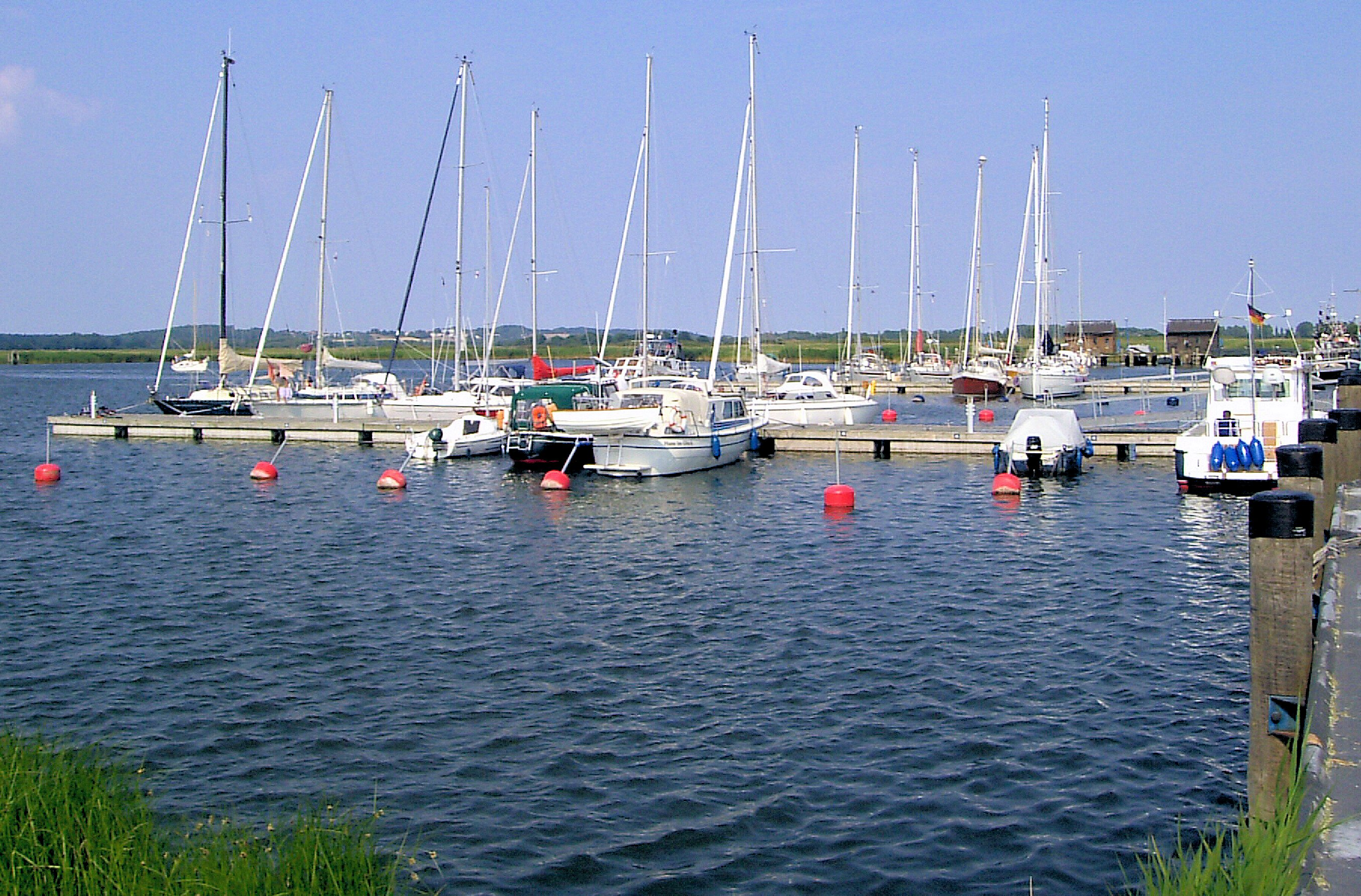
Порт в Гагере
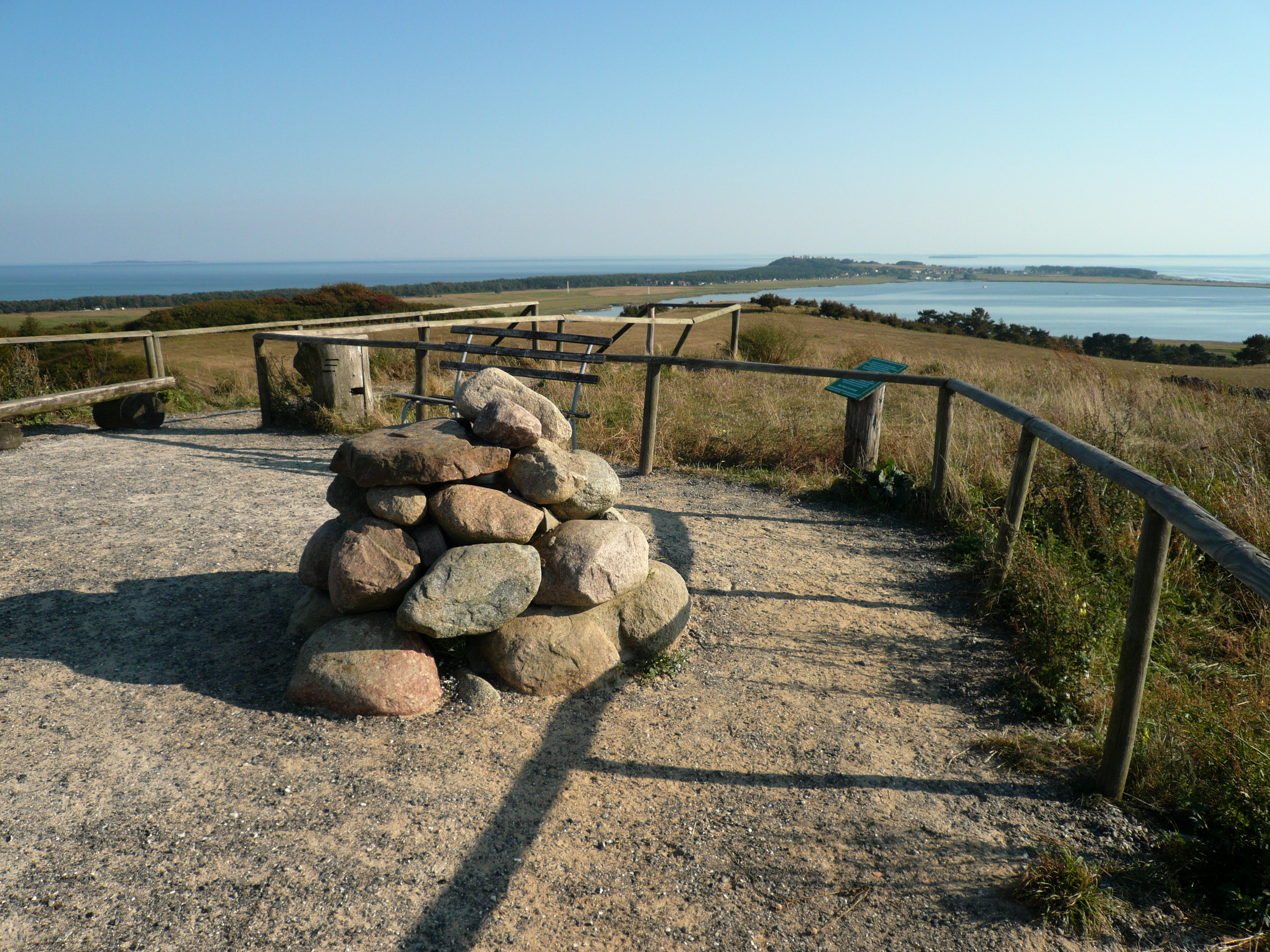
Вид на Тиссов с горы Бакенберг под Гросс-Циккером